# Muret
Muret (oksyt. Murèth) to miejscowość i gmina we Francji, w regionie Oksytania, w departamencie Górna Garonna. Południowe przedmieścia Tuluzy.
Według danych na rok 1990 gminę zamieszkiwały 18 134 osoby, a gęstość zaludnienia wynosiła 314 osób/km² (wśród 3020 gmin regionu Midi-Pyrénées Muret plasuje się na 11. miejscu pod względem liczby ludności, natomiast pod względem powierzchni na miejscu 68.).
W Muret urodził się Clément Ader, francuski inżynier, pionier awiacji.
Dnia 12 września 1213 roku miała tu miejsce bitwa pod Muret.
Na miejskim lotnisku co roku odbywają się pokazy lotnicze Airexpo. 

## Miasta parnerskie
- Monzón (Hiszpania)